# Afrika-Cup der Frauen 2020
Der Afrika-Cup der Frauen 2020 (englisch 2020 Total Women’s Africa Cup of Nations, französisch Coupe Coupe d’Afrique des Nations Féminine Total 2020) sollte die 12. Ausspielung der afrikanischen Kontinentalmeisterschaft im Frauenfußball sein und sollte vom 28. November bis 12. Dezember 2020 stattfinden.
Erstmals sollen zwölf anstatt der bisherigen acht Nationen am Turnier teilnehmen.
Die Republik Kongo wurde im September 2018 als Ausrichter bekanntgegeben. Sie trat von der Ausrichtung im Juli 2019 zurück. Obwohl Anfang Dezember 2019 in der Meldung zu den Paarungen der ersten Qualifikations-Runde Tunesien als neuer Ausrichter genannt wurde, deuteten spätere Nachrichten, in denen Äquatorialguinea und Nigeria Interesse bekundeten, daraufhin, dass kein endgültiger Ausrichter festgelegt war.
Ende Juni 2020 wurde das Turnier wegen der COVID-19-Pandemie ersatzlos gestrichen.